# Gen’ō
Gen’ō (japanisch 元応) ist eine japanische Ära (Nengō) von Mai 1319 bis März 1321 nach dem gregorianischen Kalender. Der vorhergehende Äraname ist Bunpō, die nachfolgende Ära heißt Genkyō. Die Ära fällt in die Regierungszeit des Kaisers (Tennō) Go-Daigo.
Der erste Tag der Gen’ō-Ära entspricht dem 18. Mai 1319, der letzte Tag war der 21. März 1321. Die Gen’ō-Ära dauerte drei Jahre oder 674 Tage.

## Ereignisse
- 1319 Kuniyoshi, Sohn des abgedankten Tennō Go-Nijō wird zum Kronprinzen ernannt